# Rüdiger Gamm
Rüdiger Gamm (* 10. Juli 1971 in Welzheim, Baden-Württemberg) ist ein deutscher Gedächtnis- und Mentaltrainer, der auch als Rechenkünstler bekannt wurde.

## Leben
Seine Jugend verbrachte Gamm im Alfdorfer Ortsteil Rienharz. Während der Schulzeit war Mathematik  sein Problemfach. Nach der Mittleren Reife machte Gamm eine Ausbildung zum Versicherungskaufmann. Nach der Lektüre eines mathematischen Buchs entdeckte er seine Fähigkeiten und lernte zunächst die Quadratzahlen zwischen 1 und 99 auswendig. Weitere Potenzen und auswendig gelernte Zahlenprodukte kamen dazu, und nach einer Woche stellte er fest, dass er schneller im Kopf rechnen konnte als ein Rechenkünstler, der im Radio auftrat. Gamm war damals 21.
Seit 2005 leitet er als Lehrbeauftragter an verschiedenen Schulen Arbeitsgemeinschaften in mathematischem Mentaltraining. Er trat zudem  bei internationalen Wettbewerben und im Fernsehen auf, zum Beispiel 1994 in Wetten, dass..? und  2006 in der Folge Gedächtnisgiganten der Fernsehdokumentation Expedition ins Gehirn sowie in der kanadischen Fernsehdokumentation The Real Superhumans and the Quest for the Future Fantastic. Am 22. Oktober 2007 stellte er in Isny im Allgäu einen (inoffiziellen) Weltrekord auf. Er ließ sich aus dem Publikum zwei beliebige Ziffern (zuerst eine 9 und dann eine 8) zurufen und konnte fehlerfrei die hundertste Potenz der Zahl 98 ausrechnen. Im Februar 2008 erschien im Heyne-Verlag sein erstes Buch Train your brain. Die Erfolgsgeheimnisse eines Gedächtniskünstlers, das er gemeinsam mit seiner Lebenspartnerin Alexandra Ehlert verfasste. 2008 hatte er einen Auftritt in der von Jörg Thadeusz moderierten rbb-Fernsehsendung Dickes B. sowie in der Radiosendung SWR 2 Zeitgenossen. 2010 trat er in der Pur+--Folge „Mein neues Superhirn“ auf und löste schwere Kopfrechenaufgaben wie 182×465 und 6719.
Am 27. April 2013 gewann er den Titel „Deutschlands Superhirn“ in der gleichnamigen ZDF-Sendung. 2020 trat er bei Das Supertalent auf.
Gamm gibt Seminare als Mentaltrainer.

## Fähigkeiten
Seine außergewöhnlichen Leistungen liegen vor allem im Bereich der Zahlen. Dabei geht es nicht nur um das Rechnen im herkömmlichen Sinne, sondern auch um das Behalten von Ergebnissen mit großen Zahlenmengen, die bei Bedarf – auch nach vielen Jahren – „abgerufen“ werden können. Für die meisten seiner Fähigkeiten rechnet er mit memorierten Zahlenkombinationen. 
Gamm leidet unter keinerlei Behinderungen oder Einschränkungen wie Autismus oder anderen Hirnfunktionsstörungen. Allan Snyder, ein Experte für Inselbegabte, stellte nach einer Untersuchung fest, dass Rüdiger Gamm kein Savant ist. Er hat die Fähigkeit, seine Rechenalgorithmen neuen Problemen anzupassen. Savants handeln aber eher intuitiv und beherrschen dies nicht. Bei verschiedenen wissenschaftlichen Untersuchungen wurde jedoch eine Vergrößerung der Hirnlappen und ein stark verdicktes Corpus callosum festgestellt. Darüber hinaus wurde auch nachgewiesen, dass er das episodische Gedächtnis für seine Berechnungen verwendet.

## Dokumentationen
- Petra Höfer, Freddie Röckenhaus: Expedition ins Gehirn. Eine Reise in die mysteriöse Welt der Superbegabten in drei Teilen (ARTE und Radio Bremen, 2006, 156 Minuten) zu den Themen Gehirn (E-Hirn, S-Hirn), Savant und Autismus. DVD: ISBN 3-8058-3772-0

## Erfolge
- „Wetten, dass..?“ Wettkönig 1994 mit 84 %
- Weltpokalsieger Audience Award 2006
- Sieger Deutschlands Superhirn 2013